# گونوسنو
گونوسنو (به ایتالیایی: Gonnosnò) یک کومونه در ایتالیا است که در استان اریستانو واقع شده‌است.

## خصوصیات
گونوسنو ۱۵٫۴ کیلومترمربع مساحت و ۸۳۵ نفر جمعیت دارد و ۱۹۵ متر بالاتر از سطح دریا واقع شده‌است.